# Весняна Олімпіада, або Начальник хору
«Весняна Олімпіада, або Начальник хору» (рос. «Весенняя Олимпиада, или Начальник хора») — радянський художній фільм 1979 року, режисерів  Ісаака Магітона і  Юрія Чулюкіна.

## Сюжет
Школяр Ігор Гусєв хотів піти по стопах свого батька, капітана другого рангу, і стати моряком. Але сам батько вважав, що хлопчикові необхідно розвивати свій музичний талант. Після того як сім'я переїхала на віддалений північний острів, Ігор пішов в нову школу. А там всі готуються до весняної шкільної Олімпіаді з художньої самодіяльності в Мурманську. Ігорю належить очолити шкільний хор, блискуче виступити на Олімпіаді і переконатися, що батько мав рацію.

## У ролях
- Коля Іонов —  Ігор Гусєв
- Діма Панкратов —  Валера Сорокін
- Іра Шігільчева — Люда Лебедєва
- Іра Носова —  Лариса Ліньова
- Євгенія Ханаєва —  піонервожата Інеса Аркадіївна
- Сергій Мартьянов —  старший лейтенант Горбенко
- Світлана Степанова —  мама Ігоря
- Олександр Голобородько —  батько Ігоря
- Тетяна Шихова —  директор школи
- Олександр Леньков —  мічман Рижкін, мурманський диригент
- Гурам Лордкіпанідзе —  мічман Капанідзе
- Яків Бєлєнький —  Яків Сергійович
- Валентин Брилєєв —  Петро Іванович, лікар
- Микола Румянцев —  епізод

## Знімальна група
- Автор сценарію: Анатолій Клочков
- Режисери:  Ісаак Магітон,  Юрій Чулюкін
- Оператор: Леонід Петров
- Композитор: Євген Дога
- Художник: Микола Терехов